# La Passió
|  | Per a altres significats, vegeu «Passió». |

La Passió és la representació teatral de la vida, mort i resurrecció de Jesucrist, basada en els evangelis. Als Països Catalans, i sobretot al Principat de Catalunya, les primeres representacions de la Passió de Jesús es remunten al segle xv. Però hi ha una evolució cap a un llenguatge actual i modern, i d'aquesta manera en les diferents representacions s'hi barreja avantguarda i tradició, aspecte que fa de les passions un muntatge teatral original, impactant i sorprenent.
Les representacions de la Passió tendeixen a un format espectacular per arribar a tota mena de públic: religiós, turístic i teatral. Els textos –molt acurats– s'han vestit i decorat per atraure cada vegada més adeptes. Els actes sacramentals de Setmana Santa es van convertir en peces teatrals, i de les esglésies van passar a les places públiques, per acabar en espais teatrals. Avui, quan s'assisteix a una representació de La Passió no només s'hi va a veure un espectacle sumptuós, generós i d'impacte visual, sinó que es crea un emotiu ambient pel sentit dramàtic de l'acció.

## Característiques
La Passió d'Olesa de Montserrat és un espectacle teatral que té els seus inicis en les representacions religioses i populars de l'edat mitjana, encara que els primers documents conservats sobre aquesta passió concreta daten del segle xvi. Aquestes manifestacions, que giren al voltant de la vida, la mort i la resurrecció de Jesús, s'han anat perpetuant al llarg dels segles amb un arrelament tan extraordinari que encara avui s'expressen públicament, no només a Olesa sinó a altres poblacions catalanes, així com a molts altres indrets del món; de vegades sota formes bàsicament teatrals, de vegades sota formes més litúrgiques o rituals. El fenomen és extens i permet múltiples aproximacions, des de la teologia a l'antropologia cultural fins a la filologia, tot passant per la dramatúrgia. Cada Passió té la seva història, la seva personalitat, les seves peculiaritats.

## Representacions
Actualment a Catalunya i al País Valencià es duen a terme representacions de La Passió a uns quants municipis:
A Catalunya:
- Cervera: Crist, misteri de Passió
- Esparreguera: La Passió d'Esparreguera
- Olesa de Montserrat: La Passió d'Olesa
- Ulldecona: La Passió d'Ulldecona
- Vilalba dels Arcs: La Passió de Vilalba dels Arcs
- Llinars del Vallès: Veniu a mi. La Passió de Llinars del Vallès
- La Cava: La Passió de La Cava
- Vilassar de Mar: Crist ha mort per nosaltres
- Molins de Rei: La Passió de Molins de Rei
- Sant Climent Sescebes:
- Sant Vicenç dels Horts: Auto Sacramental de Sant Vicenç dels Horts
- Mataró: La Passió, els últims dies de Jesús
- L'Escala: Via Crucis Vivent

Al País Valencià:
- Benetússer: Setmana Santa de Benetússer
- Ondara: La Passió d'Ondara
- Torreblanca: La Passió de Torreblanca